# (1166) Sakuntala
(1166) Sakuntala ist ein Asteroid des Hauptgürtels, der am 27. Juni 1930 von der sowjetischen Astronomin Praskowja Georgijewna Parchomenko am Krim-Observatorium in Simejis entdeckt wurde.
Der Name des Asteroiden ist von der Hauptfigur aus dem Sanskrit-Drama Abhijnanashakuntala
von Kalidasa abgeleitet.